# Йохан Зигизмунд фон Фюнфкирхен
Йохан Зигмунд фон Фюнфкирхен (на немски: Johann Siegmund Freiherr von Fünfkirchen zu Steinabrunn und Matzem; * 1608; † 21 април 1650) е фрайхер на Фюнфкирхен и господар на Щайнабрун и Матцен в Долна Австрия.

## Живот
Той е син на протестанта фрайхер Йохан Бернхард фон Фюнфкирхен (1560 – 1626) и съпругата му Барбара фон Тойфенбах-Майерхофен. (1561 – 1621), дъщеря на фрайхер Кристоф фон Тойфенбах (1545 – 1598) и фрайин Мария фон Харах-Рорау (* 1551).
Баща му е издигнат през 1602 г. на фрайхер при император Рудолф II. Той е считан за ребел, осъден е на смърт и собственостите му са конфискувани.
Йохан Зигмунд е наследник на най-големия му бездетен брат Йохан Кристоф († сл. 1629), който става католик. По-малкият му брат е бездетния Ханс Карл († ок. 1643).
Йохан Зигмунд служи (1627 до 1629) в охранителната гвардия на принц Фредерик Хендрик Орански и през Тридесетгодишната война се бие против Хабсбургите. По-късно той се връща в Австрия обратно и става отново католик.
Чичо му, императорският военен Рудолф фон Тойфенбах (1582 – 1653), братът на майка му, преговаря с император Фердинанд II и през през 1647 г. Йохан Зигмунд получава обратно дворец Фюнфкирхен и голяма част от старата собственост.
Дворецът Матцен е от 1629 до 1726 г. собственост на фамилията Фюнфкирхен, след това е наследен от фамилията Кински.
Йохан Зигмун умира на 42 години на 21 април 1650 г. Синит му Йохан Бернхард фон Фюнфкирхен е издигнат на граф на 17 март 1698 г. от император Леополд I.
- Дворец Фюнфкирхен, резиденция на фамилията от 1603 до 1970
- Дворец Щайнабрун
- Дворец Матцен

## Фамилия
Йохан Зигмунд фон Фюнфкирхен се жени 1637 г. за Анна Поликсена Елизабет фон Шерфенберг (* 31 август 1617, Виена; † 15 февруари 1658, Виена), дъщеря на Готхард фон Шерфенберг (1584 – 1634) и Анна Сузана фон Килмансег (* 1596; † 21 януари 1642). Те имат децата:
- Йохан Карл (1630 – 1694), фрайхер
- Йохан Ернст (1634 – 1694), фрайхер, женен I. на 15 февруари 1665 г. за графиня Катарина Терезия Славата з Члуму а Косумберка (* 6 юли 1634; † 11 септември 1673), II. ок. 1674/1675 г. за графиня Мария Терезия Славата з Члуму а Косумберка (* 1656; † 28 април 1699)
- Йохан Бернхард фон Фюнфкирхен (* 1644; † 2/12 март 1700, Виена), женен на 12 март 1668 г. за графиня/фрайин София Елизабет фон Хоенфелд (* 1639; † 30 август 1684)
- Мария Елизабет фон Фюнфкирхен (* 2 март 1645, Виена; † 18 юли 1682, Ранаридл), омъжена 1672 г. за граф Йохан Фердинанд фон Залбург († 1723).

Вдовицата му Анна Поликсена Елизабет фон Шерфенберг се омъжва втори път за фрайхер Адолф Вилхелм фон Крозигк († 1657).